# هیرویوکی آبه (بازیکن فوتبال)
هیرویوکی آبه (انگلیسی: Hiroyuki Abe؛ زادهٔ ۵ ژوئیهٔ ۱۹۸۹) فوتبالیست اهل ژاپن است.
از باشگاه‌هایی که در آن بازی کرده‌است می‌توان به گامبا اوساکا اشاره کرد.